# أولميدا دي لا كوستا
بلدية أولميدا دي لا كوستا (بالإسبانية: Olmeda de la Cuesta)‏، هي إحدى بلديات مقاطعة قونكة إحدى مقاطعات إسبانيا، والتي تقع في منطقة قشتالة لا منتشا وسط البلاد، والمائلة لجهة الشرق من إسبانيا.
يبلغ عدد سكانها 36 نسمة وفقاً لإحصائية سنة (2007).